# Ardatow
Ardatow – miasto w Rosji, w Mordowii, 114 km na północny wschód od Sarańska. W 2009 liczyło 9 272 mieszkańców.